# El socorro de Génova por el II marqués de Santa Cruz
El socorro de Génova por el II marqués de Santa Cruz, es una pintura de Antonio de Pereda, originalmente en el Salón de Reinos del palacio del Buen Retiro, y actualmente expuesto en el Museo del Prado en Madrid.

## Introducción
El año 1625 fue el annus mirabilis del reinado de Felipe IV, lo que explica que, de las doce victorias militares conmemoradas en el Salón de Reinos del palacio del Buen Retiro, cinco se refieran a este año. El presente lienzo es una de estas obras. Antonio de Pereda tenía solamente veintitrés años cuando recibió el encargo de este lienzo, seguramente gracias a la protección dispensada por Juan Bautista Crescenzi, superintendente de las obras reales.

## Tema de la obra
El socorro de Génova —entre el 28 de marzo y el 24 de abril de 1625— fue una expedición militar naval emprendida por España, en ayuda de la república de Génova, ocupada por el ejército francés, estando la capital —Génova— sitiada por treinta mil infantes y tres mil jinetes franco-saboyanos, con la colaboración holandesa. La flota española, al mando del general Álvaro de Bazán y Benavides —II marqués de Santa Cruz— acudió en auxilio de dicha ciudad, rompiendo el cerco enemigo. Seguidamente, las fuerzas terrestres genovesas y españolas atacaron a los ocupantes franceses y saboyanos, que tuvieron de evacuar Liguria, lo que permitió al ejército español asegurar el camino español. En este lienzo no sólo se celebra una importante victoria, sino que se honra al II marqués de Santa Cruz, que desempeñó un papel notable durante los reinados de Felipe III y Felipe IV.

## Análisis de la obra

### Datos técnicos y registrales
- Pintura al óleo sobre lienzo. 290 x 370 cm;
- Museo del Prado (Inv. n° P007126);[4]
- Fecha de realización: 1634-1635;
- Firmado en el ángulo inferior izquierdo: Antonius Pereda aetatis svae...

### Descripción de la obra
Este lienzo es la composición más ambiciosa del artista. Posee una riqueza, variedad de colorido y texturas, gran unidad narrativa y compositiva y códigos gestuales de gran expresividad, que lo convierten en uno de los cuadros de batallas del Salón de Reinos con un concepto pictórico más avanzado. En primer término, Giacomo Lomellino —dux de Génova— sale a las puertas de la ciudad para recibir a don Álvaro de Bazán. Lomellino tendría cincuenta y cinco años, pero Pereda lo representa como un anciano, quizás para acentuar su dignidad. Álvaro de Bazán lleva una armadura en la que figura la cruz de San Andrés.Tal vez Pereda lo retratara del natural, pues sus rasgos parecen más adecuados a los sesenta y tres años que tenía en 1634 —fecha de la pintura— que a su edad en la fecha de la batalla. Entre los otros personajes figuran dos caballeros de Santiago y un caballero de Alcántara. Tal vez alguno de ellos sea también un retrato, pero sus aires enfáticos y actitudes más bien teatrales, los alejan dicho género pictórico. El paje a la derecha recuerda al de la Alocución del Marqués del Vasto, de Tiziano.
En segundo término, la población genovesa saluda la llegada de las naves españolas. La vista de la ciudad no recuerda a Génova, sino más bien a una ciudad flamenca, estando quizás basada en un grabado de esta procedencia. Este lienzo se asemeja a la Defensa de Cádiz contra los ingleses, si bien —en primer plano— Pereda representa a más personajes, descritos con mayor vistosidad cromática, minuciosidad descriptiva y variedad formal. Sin embargo —como en la citada obra de Zurbarán— el pintor no consigue relacionar adecuadamente el primer plano con el fondo y da, en cierto modo, la impresión de que los personajes principales están sobre las tablas de un teatro, ante un telón de fondo que representa las lejanías.

## Procedencia
- Colección Real (Palacio del Buen Retiro), Madrid, 1701, n º. 243;
- Buen Retiro, 1794, n º. 516);
- Mariscal Sebastiani, París;
- Colección de Lady Halliburton, Londres, 1911;
- C. Brunner, comercio, París, 1912;
- Donación de Marcell Nemes al Museo del Prado, 1912.[7]